# 퀘벡 독립운동

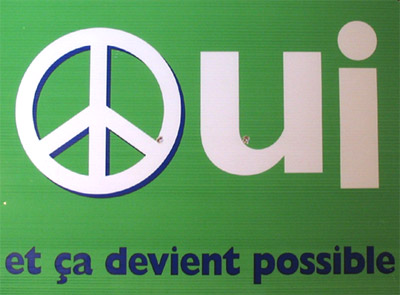
1995년 국민투표 중 퀘벡 주권에 대한 포스터 : 그렇습니다, 그리고 그것은 가능해졌습니다.

퀘벡 독립운동(프랑스어: le mouvement souverainiste du Québec, 영어: Quebec sovereignty movement)은 캐나다의 프랑스어권인 퀘벡주가 영어권로부터 독립하려는 운동이다. 1980년과 1995년에 국민투표를 했다. 1995년 투표에서 영어권 주민 90%가 독립에 반대했기 때문에 50.6% : 49.4%라는 근소한 차이로 부결되었다. 프랑스어권 주민만 따지면 독립 여론이 우세하므로, 영어권 주민이나 원주민을 캐나다에 놔두고 프랑스계가 따로 독립하자는 입장도 있다. 반면 영어권 주민이나 원주민들은 퀘벡 전체에서 독립 여론이 우세하더라도 자기들은 캐나다에 잔류할 권리가 있다고 주장하고 있다. 그 때문에 현재도 갈등이 일어나고 있다.

## 문제점
퀘벡이 독립하면 뉴펀들랜드 래브라도주, 뉴브런즈윅주, 노바스코샤주, 프린스에드워드아일랜드주는 캐나다의 월경지가 된다. 원주민이 많은 노르뒤퀘벡과 코트노르(Côte-Nor)의 북부 지역을 캐나다에 잔류시키면 뉴펀들랜드 래브라도주는 나머지 캐나다와 연결된다.

## 같이 보기
- 분리 독립 운동 목록